# Od1
Od1 – polskie oznaczenie na PKP parowozów osobowych pruskiej serii P 4¹, produkowanych w latach 1891–1901. Miały one układ osi 2'B i silnik bliźniaczy na parę nasyconą. Na mocy traktatu wersalskiego Polska otrzymała 21 parowozów tego typu, oznaczonych po 1923 na PKP jako Od1. Na kolejach niemieckich DRG lokomotywy te służyły jako seria 3670.

## Historia
Podobnie, jak w przypadku powstałych w tym samym czasie lokomotyw pospiesznych serii S 2 i S 3 (oznaczenia wprowadzone dopiero w 1906 roku), konstrukcja lokomotywy osobowej serii P 4 sporo zawdzięczała podróży służbowej komisji niemieckich konstruktorów do USA i Wielkiej Brytanii, mającej na celu zapoznania się z tamtejszymi konstrukcjami. Efektem było powstanie nowej generacji niemieckich lokomotyw dla pociągów osobowych i pospiesznych, o układzie osi 2'B – z dwuosiowym wózkiem tocznym z przodu i dwoma osiami wiązanymi, różniących się od siebie przede wszystkim średnicą kół napędnych (1750 mm w lokomotywach osobowych, 1980 mm w pospiesznych). Wcześniej używano w obu tych grupach słabszych lokomotyw o układzie osi 1B.
W 1891 roku dyrekcja kolei pruskich w Erfurcie jako pierwsza zamówiła w zakładach Henschel w Kassel dwie doświadczalne lokomotywy osobowe nowej konstrukcji z kołami o średnicy 1730 mm i silnikiem bliźniaczym, a także dwie analogiczne lokomotywy z silnikiem sprzężonym (późniejsza seria P 4²) i po dwie lokomotywy pospieszne z silnikiem bliźniaczym i sprzężonym. Doświadczalne lokomotywy osobowe z silnikiem bliźniaczym otrzymały numery Erfurt 496 i 497 (od 1906 roku zmienione na P 4 Erfurt 1801 i 1802).
W ślad za dwoma próbnymi lokomotywami zamówiono w zakładach Henschel serię 55 lokomotyw osobowych z silnikiem bliźniaczym, według ulepszonego projektu, określonego następnie jako znormalizowany wzór dla kolei pruskich (Musterblatt) III-1c. Zostały one wyprodukowane w latach 1891–1892. Największa liczba trafiła pierwotnie do dyrekcji kolei Erfurt (26), pozostałe do dyrekcji: Berlin, Elberfeld i Magdeburg. Główną zmianą w stosunku do lokomotyw próbnych było nieznaczne zwiększenie średnicy kół napędnych, do 1750 mm. Zachowały one natomiast rozrząd Allana o wewnętrznym napędzie. Od 1911 roku oznaczono je jako seria P 4¹.
Konstrukcja lokomotywy podlegała następnie modyfikacjom, równolegle do wprowadzonych w ulepszonej serii lokomotyw pospiesznych S 3. Zastosowano lepszy wózek toczny typu hanowerskiego, przesunięty bardziej do przodu, co zwiększyło rozstaw osi o 825 mm, do 7400 mm. Zwiększono także średnicę cylindrów silnika z 430 do 460 mm i zastosowano zewnętrzny rozrząd Heusingera. Ulepszona lokomotywa została określona jako znormalizowany wzór (Musterblatt) III-1d. W latach 1893–1901 Henschel wyprodukował ich 325, a inni producenci jeszcze 100 (60 Hanomag, 25 Borsig, 8 Schwartzkopff i 7 Grafensteden). Łącznie więc z dwoma próbnymi, zbudowano dla kolei pruskich 482 lokomotywy osobowe o układzie osi 2'B z silnikiem bliźniaczym.

## Eksploatacja
W 1906 roku, po wprowadzeniu na pruskich kolejach podziału na serie, lokomotywy osobowe opisanych typów zostały zaliczone do serii P 4 (łącznie z lokomotywami z silnikiem sprzężonym) i otrzymały nowe numery w poszczególnych dyrekcjach kolei, z zakresu 1801-1900. W 1911 roku wyróżniono w dokumentach lokomotywy z silnikiem bliźniaczym jako podseria P 4¹, w odróżnieniu od lokomotyw z silnikiem sprzężonym, które stały się podserią P 4².
Lokomotywy serii P 4¹ były używane w ruchu osobowym, a początkowo nawet także do pociągów pospiesznych. Wkrótce jednak na głównych liniach zostały wyparte przez silniejsze lokomotywy serii P 4², a następnie nowsze P 6 i P 8.
Po I wojnie światowej lokomotywy kolei pruskich weszły w skład kolei niemieckich (DRG), lecz większość lokomotyw serii P4¹ została wkrótce wycofana jako przestarzałe. Prowizoryczny plan z 1923 zakładał przenumerowanie 157 lokomotyw tej serii, lecz ostatecznie w 1925 roku jedynie 9 otrzymało nowe numery, jako seria 3670 DRG (numery 36 7001 do 7009). Zostały one jednak wycofane do przełomu lat 1926/1927.
Po I wojnie światowej 21 lokomotyw serii P4¹ trafiło do Polskich Kolei Państwowych, gdzie weszły do służby jako seria Od1. Po II wojnie światowej nie było już w Polsce lokomotyw tej serii.
Kilka sztuk lokomotyw P4¹ trafiło na Litwę, 3 na Łotwę, a 4 do Jugosławii. Na Łotwie zaliczono je do serii An, grupującej lokomotywy o układzie osi 2'B, z numerami 32 do 34. Lokomotywa An-33 dotrwała do aneksji Łotwy i została przejęta w 1940 r. przez koleje radzieckie.

## Modyfikacje i typy pokrewne
Lokomotywa wzoru III-1d numer Cassel 131 wyprodukowana 29 lipca 1898 r. w zakładach Henschel, została wyposażona doświadczalnie w przegrzewacz rurowy Schmidta, jako druga lokomotywa z przegrzewaczem na świecie, po pośpiesznej S4 (później otrzymała numer P4 Cassel 1846).
Pięć lokomotyw serii P4 wzoru III-1c z dyrekcji we Frankfurcie zostało w 1907 r. zrekonstruowane z zastosowaniem silnika sprzężonego i zaliczone później do serii P4².
Lokomotywy zbliżonego typu do P4¹ były także zamawiane przez inne koleje na terenie Niemiec. Trzy lokomotywy wzoru III-1d zostały wyprodukowane dla Królewskich Kolei Wojskowych (Kgl. Militär-Eisenbahn, w latach 1903, 1904 i 1910, z tego jedna przez Hanomag i dwie przez firmę Linke-Hofmann we Wrocławiu – przyczyna zamówienia tych przestarzałych wówczas lokomotyw jest niejasna).
19 zbliżonych lokomotyw wyprodukował Hanomag w latach 1896–1902 dla kolei oldenburskich. Miały one istotne odmienności, przede wszystkim skrócony do 6250 mm rozstaw osi skrajnych przez zmniejszenie odstępu między wózkiem tocznym a osiami wiązanymi oraz między osiami wiązanymi (do 2150 mm). Brakowało zbieralnika pary na kotle, na którym znajdowała się jedynie skrzynkowa piasecznica i zawory bezpieczeństwa. Ich długość z trzyosiowym tendrem wynosiła 15 513 mm. W 1925 roku oldenburskie P4¹ otrzymały numery kolei niemieckich DRG serii 3612 (36 1201 do 36 1219). Wycofano je do 1931 roku.
Dwie inne lokomotywy według pruskiego wzorca, lecz o skróconym rozstawie osi, z uwagi na używane krótsze obrotnice, zamówiła w 1904 roku w firmie Henschel prywatna kolej Lubeka-Büchen (LBE); nosiły one nazwy „Meteor” i „Comet” i przetrwały do 1933 i 1935 roku.

## Konstrukcja
Parowóz osobowy o układzie osi 2'B, z dwucylindrowym silnikiem bliźniaczym na parę nasyconą (2'B n2). Konstrukcja i główne wymiary były analogiczne do parowozów pospiesznych serii S 2. Lokomotywy należały do dwóch różniących się odmian: wczesnej Musterblatt III-1c i ostatecznej (podstawowej) III-1d. Oś kotła była umieszczona 2145 mm nad szynami (2135 mm w typie III-1c). Średnica kotła wynosiła 1460 mm, długość płomieniówek (odległość między ścianami sitowymi kotła) – 3900 mm. Powierzchnia ogrzewalna kotła wynosiła 117,9 m² (125,5 m² we wczesnym typie III-1c). Powierzchnia rusztu wynosiła 2,3 m² w obu przypadkach, a ciśnienie pary 12 atmosfer. Na kotle znajdował się wysoki dzwonowy zbieralnik pary i za nim skrzynkowa piasecznica.
Rozstaw obu osi wiązanych wynosił 2600 mm, a rozstaw osi przedniego obrotowego wózka tocznego 2000 mm. Rozstaw między drugą osią toczną a pierwszą wiązaną wynosił 2800 mm, a całkowity rozstaw osi 7400 mm. Wczesny typ III-1c miał innej konstrukcji wózek toczny o rozstawie osi 2050 mm umieszczony bliżej osi wiązanych i całkowity rozstaw osi 6575 mm. Nacisk na osie wiązane wynosił 14,6 T i 15 T, a na toczne 9 T (w typie III-1c – 14,1 T na osie wiązane i 10,5 T na toczne).
Parowóz miał dwucylindrowy silnik bliźniaczy o średnicy cylindrów 460 mm (430 mm w typie III-1c) i skoku tłoka 600 mm. Rozrząd był zewnętrzny Heusingera (w typie III-1c: wewnętrzny Allana). Napęd przenoszony był na czopy kół pierwszej osi wiązanej. Hamulce znajdowały się na kołach wiązanych.
Stosowano typowo tendry trzyosiowe wzoru (Musterblatt): III-5b (późniejsze oznaczenie: pr 3T12, pojemność 12 m³ wody, 5 t węgla, długość 6250 mm) lub III-5c (późniejsze oznaczenie pr 3T15, pojemność 15 m³ wody, 5 t węgla, długość 6250 mm), później także czteroosiowe III-5k (późniejsze oznaczenie pr 2'2'T16, pojemność 16 m³ wody, 7 t węgla, długość 7350 mm). Długość parowozu z tendrem pr 2'2T16 wynosiła 17 511 mm, z tendrem trzyosiowym 16 411 mm.
Według książki charakterystyk z 1924 roku, lokomotywa serii P4¹ mogła ciągnąć na płaskim terenie pociąg o masie 160 ton z prędkością 80 km/h, 310 ton z prędkością 70 km/h i 500 ton z prędkością 60 km/h (na wzniesieniach dopuszczalne masy i prędkości znacznie spadały, np. na wzniesieniu 2‰ – 290 ton z prędkością 60 km/h).